# Old Town (Kissimmee)
Koordinaten: 28° 19′ 41″ N, 81° 30′ 57″ W
Old Town ist ein Freizeitpark in Kissimmee (Florida, USA), der am 12. Dezember 1986 eröffnet wurde.
Im April 2019 wurde der Park nach zwei Jahren der Renovierung wieder eröffnet. Dazu gehörte auch ein rund 26 Meter großes Riesenrad.

## Achterbahnen
Zurzeit (Stand November 2023) gibt es keine Achterbahnen mehr in Old Town.
| Name         | Typ                              | Hersteller   | Eröffnungsjahr | Schließungsjahr | Bemerkungen                                                                                                 | Weblinks |
| ------------ | -------------------------------- | ------------ | -------------- | --------------- | --- | -------- |
| Dragon Wagon | Kinderachterbahn                 | Wisdom Rides | 1998           | 2008            | Wird mittlerweile auf britischen Volksfesten vom Schausteller Billy Hilly als Ice Dragon Coaster betrieben. |          |
| Wacky Worm   | Big Apple                        | Fajume       | 2008           | 2014            | Fährt seit 2015 als Wacky Worm in Santa’s Village AZoosment Park ihre Runden.                               |          |
| Windstorm    | Stahlachterbahn ohne Inversionen | Zamperla     | 1997           | 2014            | Fährt seit 2015 als Wild West Express in Adventure Park USA ihre Runden.                                    |          |